# 船鐘

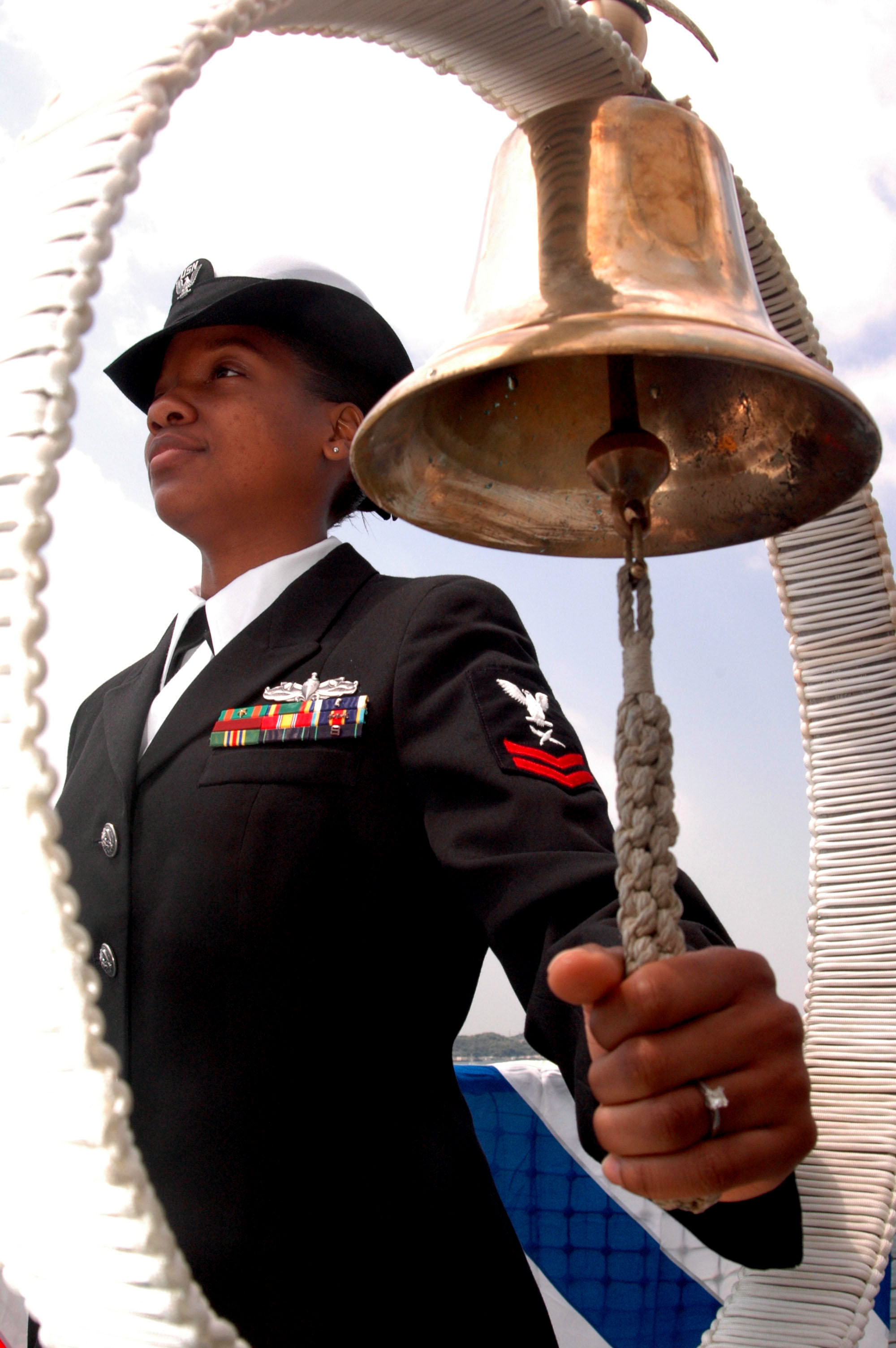
ミサイル巡洋艦「ロバート・スモールズ」の船の鐘

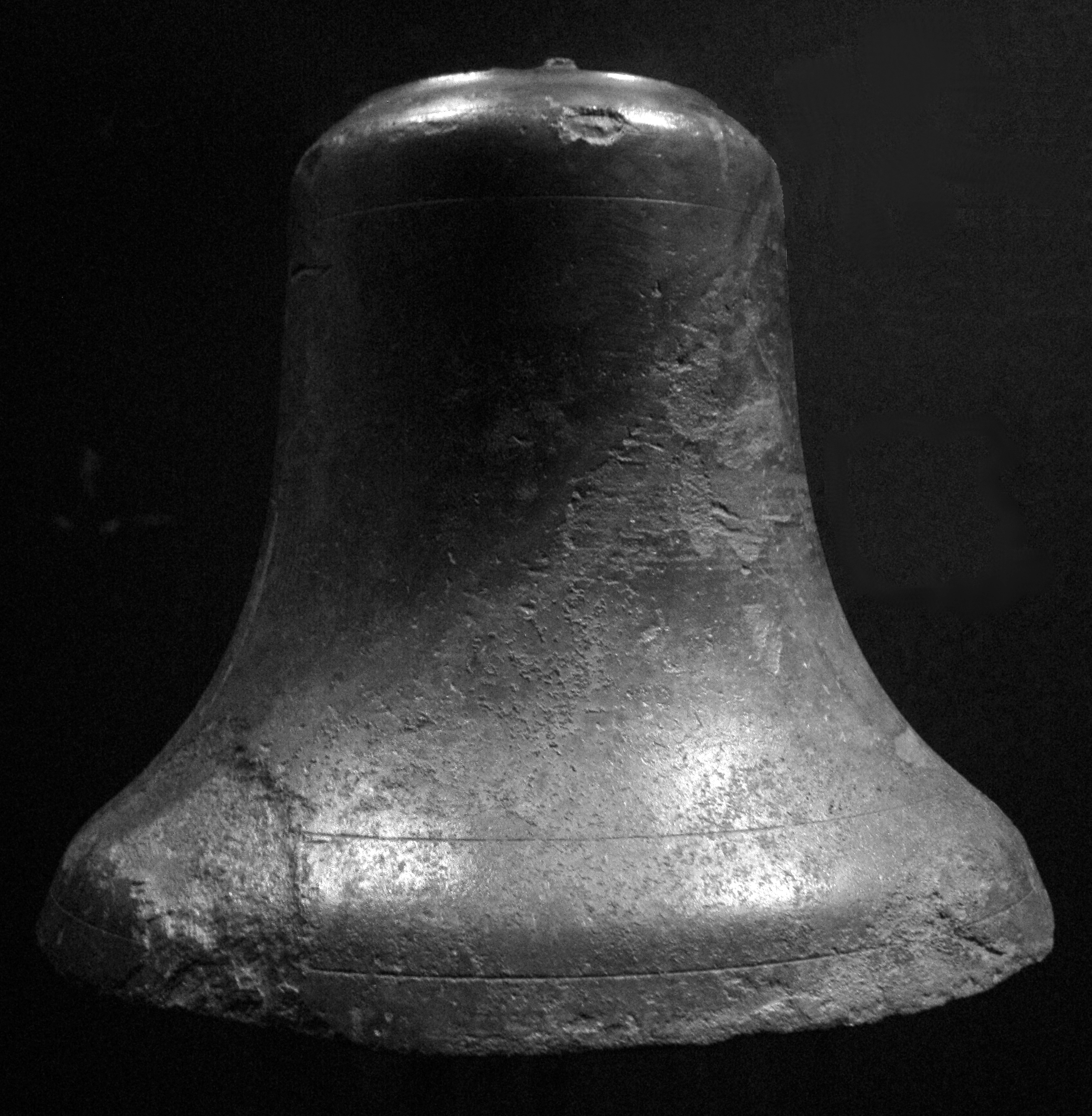
オーシャン・ライナー「タイタニック」のベル

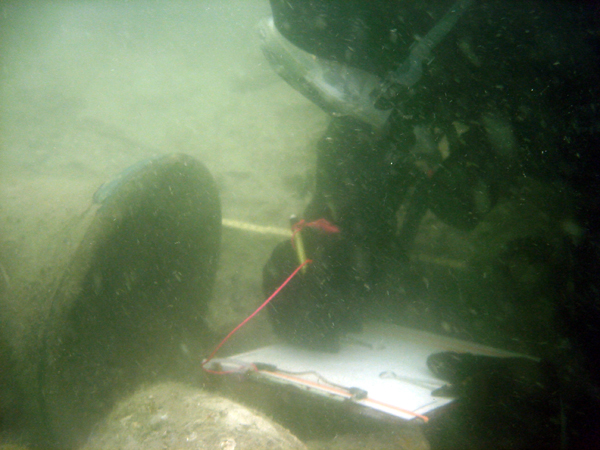
18世紀に嵐で難破した船の鐘を録音する、フロリダ州セントオーガスティン灯台考古学海事プログラムの水中考古学者

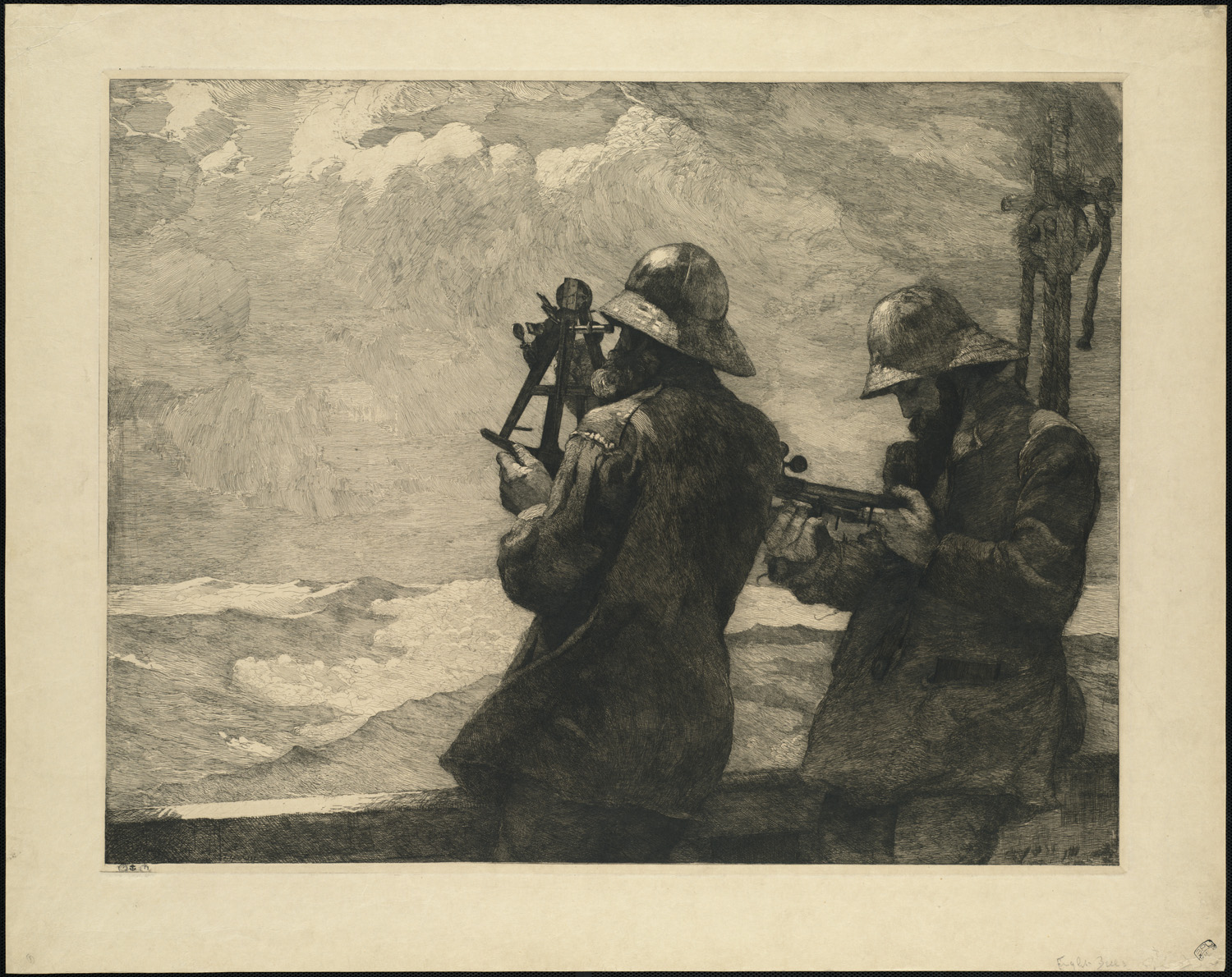
米画家ウィンスロー・ホーマーによる『八点鐘』（1887年）（Eight Bells）

船鐘（せんしょう、ship's bell）あるいは号鐘（ごうしょう）は、船の上で時を知らせたり、その他の伝統的な機能に使用される鐘のこと。 鐘自体は通常真鍮または青銅で作られ、通常は船名が刻印または鋳造されている。 
なお、イスラム教徒が乗る船には、教義のなかに「天使は、鐘と犬を連れた旅行者と同行しない。」という記述があるため、鐘を用いずゴングや銃が用いられた。

## 船鐘の鳴らし方

### 船の当直の合図
民間用の時計のベルとは異なり、船鐘を打つ回数は時間の数と一致しない。代わりに、一点鐘から八点鐘までの、計8種類の鳴らし方がある。下記の表のように30分ごとに1つずつ鳴らし、甲板上の当直（「ワッチ」、watch）のサイクルである4時間で一周する。帆船時代、時計は30分の砂時計で計時され、砂時計をひっくり返すたびに鐘を鳴らした。鐘は数えやすいように2回ずつ区切って打ち、奇数の時は最後に1回をつけ加える。8回鐘を鳴らすのが「八点鐘」といい、当直交代の合図となっていた。 

#### 古典的なシステム
古典的または伝統的なシステムは次のとおり： 
| 鐘の数 | 鳴らし方 | 当直   | 当直       | 当直         | 当直         | 当直       | 当直     | 当直       |
| 鐘の数 | 鳴らし方 | ミドル | モーニング | フォアヌーン | アフタヌーン | ドッグ     | ドッグ   | ファースト |
| 鐘の数 | 鳴らし方 | ミドル | モーニング | フォアヌーン | アフタヌーン | ファースト | セカンド | ファースト |
| ------ | -------- | ------ | ---------- | ------------ | ------------ | ---------- | -------- | ---------- |
| 一点鐘 | 1        | 00:30  | 04:30      | 08:30        | 12:30        | 16:30      | 18:30    | 20:30      |
| 二点鐘 | 2        | 01:00  | 05:00      | 09:00        | 13:00        | 17:00      | 19:00    | 21:00      |
| 三点鐘 | 2 1      | 01:30  | 05:30      | 09:30        | 13:30        | 17:30      | 19:30    | 21:30      |
| 四点鐘 | 2 2      | 02:00  | 06:00      | 10:00        | 14:00        | 18:00      |          | 22:00      |
| 五点鐘 | 2 2 1    | 02:30  | 06:30      | 10:30        | 14:30        |            | 18:30    | 22:30      |
| 六点鐘 | 2 2 2    | 03:00  | 07:00      | 11:00        | 15:00        |            | 19:00    | 23:00      |
| 七点鐘 | 2 2 2 1  | 03:30  | 07:30      | 11:30        | 15:30        |            | 19:30    | 23:30      |
| 八点鐘 | 2 2 2 2  | 04:00  | 08:00      | 12:00        | 16:00        |            | 20:00    | 24:00      |

1. 1 2 3  ノア号の反乱以後の英国での打ち方[4]
2. ↑  標準時導入前は、正午の鐘は砂時計によらず、船長や航海士が六分儀を使って太陽を観測し、現地時間の正午を確認した時点で鳴らされた。

 船の乗組員のほとんどは、ワッチ（watch）と呼ばれる2つまたは4つのグループに分けられる。それぞれのワッチは、舵を切る、航海する、帆を整える、見張りを続けるという基本的な活動（当直）を交代制で行う。 
16：00から20:00までの時間はドッグワッチ（dog watch, 折半直）と呼ばれ、さらに2つに分けられている。一日のワッチの数が奇数であるため、各要員が毎日同じ時間帯ばかりに当直することがないようになっていた。また、船の乗組員全員が夕刻に夕食を食べることもできた。通常の夕食時間は17:00で、ファーストドッグワッチから帰ってきたグループが18:00から食べた。
ちなみに、１日のそれぞれの時間帯のワッチは、以下のように呼ばれている。
イヴニング・ワッチ（ファースト・ワッチ）　　20:00から 0:00

ミドル（ミッド）・ワッチ　　　　　　　　　　0:00 から4:00

モーニング・ワッチ　　　　　　　　　　　　　4:00から8:00
 
フォアヌーン・ワッチ　　　　　　　　　　　　8:00から12:00

アフタヌーン・ワッチ　　　　　　　　　　　　12:00から16:00

ファースト・ドッグ・ワッチ　　　　　　　　　16:00から18:00

セカンド・ドッグ・ワッチ　　　　　　　　　　18:00から20:00

#### シンプルなシステム
一部の船では、より単純なシステムを使用している。 
| ベルの数 | 鳴らし方 | 時間（午前と午後 ） | 時間（午前と午後 ） | 時間（午前と午後 ） |
| -------- | -------- | ------------------- | ------------------- | ------------------- |
| 一点鐘   | 1        | 12:30               | 4:30                | 8:30                |
| 二点鐘   | 2        | 1:00                | 5:00                | 9:00                |
| 三点鐘   | 2 1      | 1:30                | 5:30                | 9:30                |
| 四点鐘   | 2 2      | 2:00                | 6:00                | 10:00               |
| 五点鐘   | 2 2 1    | 2:30                | 6:30                | 10:30               |
| 六点鐘   | 2 2 2    | 3:00                | 7:00                | 11:00               |
| 七点鐘   | 2 2 2 1  | 3:30                | 7:30                | 11:30               |
| 八点鐘   | 2 2 2 2  | 4:00                | 8:00                | 12:00               |

### 船鐘の他の用途
- 霧鐘（むしょう）は、霧の際に安全のために鳴らされる鐘である[5]。
- 米国の海軍艦艇では、将校や要人が艦に乗り降りする際に、訪問者の役職や地位に応じたサイドボーイ（日本でいう「堵列員」。タラップの下で通り道の両側に垣根のように整列する、海軍礼式の一つ。役職や地位が高いほど人数が増える。）の数と同じ数のベルが「ボートゴング」として鳴らされる[6]。
- 大晦日の真夜中には、16回鐘を鳴らす。8つは旧年中に鳴らし、新年になった後8つ鳴らす。
- 船乗りが亡くなったとき、彼または彼女は船鐘を8回鳴らす「八点鐘」の栄誉を受けることができる。 これは「ワッチ（当直）の終わり」を意味する。 「八点鐘」（eight bells）という用語は、航海用語の婉曲表現では「終わり」を意味し、 死亡記事で使用することもある。

## 船の名前

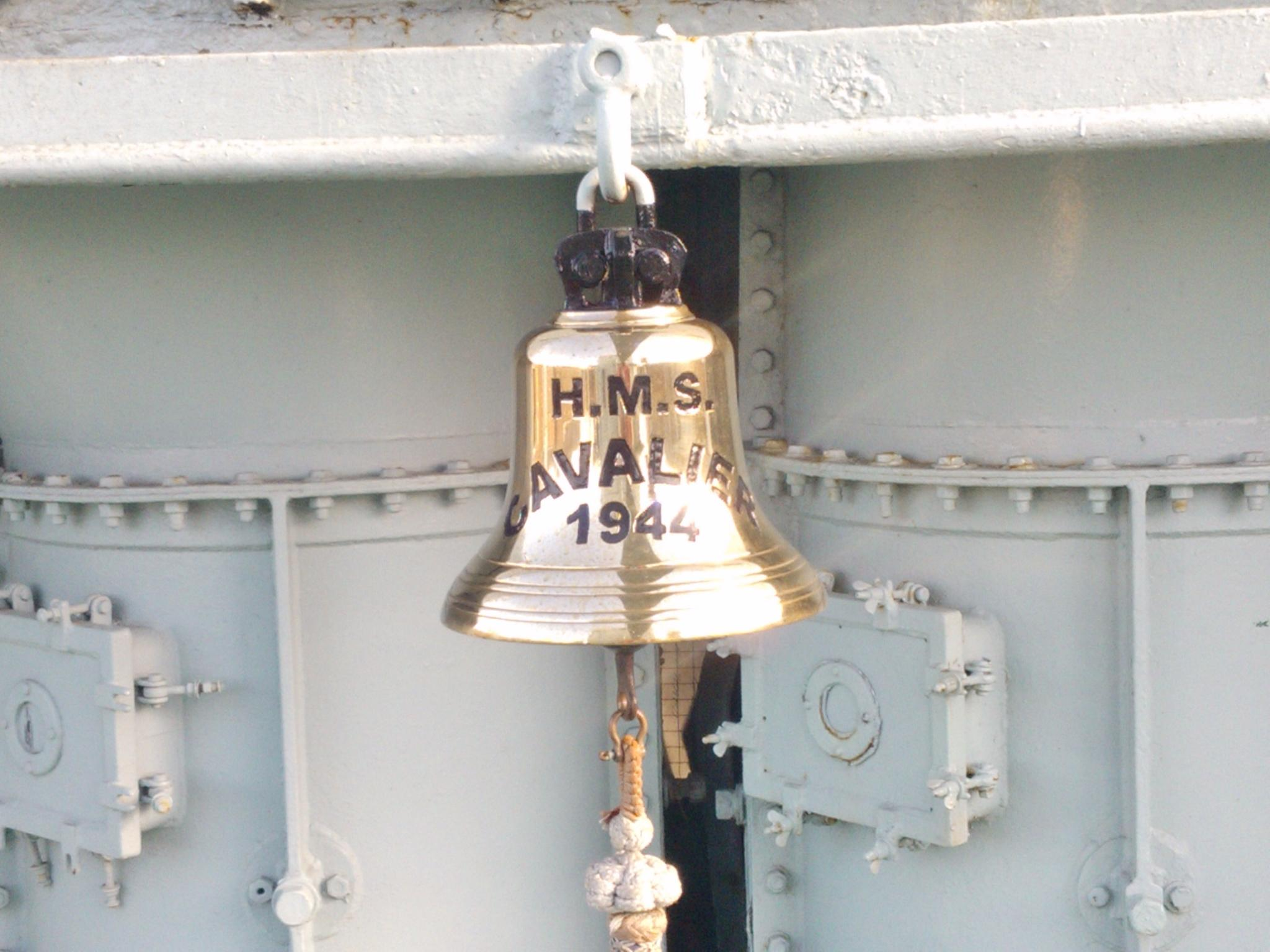
駆逐艦「キャバリア」の鐘。艦名の下にある「1944」は、進水年を表す。

船の名前は伝統的に鐘の表面に刻印または鋳造されており、多くの場合、船の進水年も併記されている。 最古の船鐘は、オマーン沖のポルトガル船の沈没現場から回収された。この船はヴァスコ・ダ・ガマの率いる第二回インド洋遠征艦隊に参加したキャラック船エスメラルダで、鐘には1498という年号が刻まれていた。 ときどき（特に最新の船では）船鐘には、船を建造した造船所の名前も表示される。船の名前が変更された場合、慣習では、元の名前が付いた元の船鐘は船に残る。船鐘は、艦船を拿捕したり解体したりした際には貴重な記念物となり、多くの場合、難破船の場合には唯一の確実な識別手段を提供する。

## ベルの数
第二次世界大戦後のほとんどの米国海軍艦艇は、実際には2つまたは3つの鐘を備えていた。船の名前が刻まれた大きな鐘は、船首に取り付けられており、パイロットハウスと1MCのクォーターデッキには小さな鐘（パブリックアドレス）ステーション。船全体のアナウンスと時間のマーキングに使用する。 船首が低い可視性で停泊しているときは、予報車の大きなベルが霧信号として定期的に鳴る。

## コックとボースン
船乗りの伝説によると、船のコックと甲板長（ボースン）はコックにより多くの睡眠を与える義務の取り決めを持っていた。当直のために24時間働くボースンは、かまどに火を起こす役を買っていた。そのすぐ後に起きる料理人は、火がかまどに起きているので、朝食の準備をすぐに始めることができた。 見返りに、食事の間は、伝統的にボースンの役目になっている船鐘をコックが鳴らした。

## 子供たちにバプテスマを施す
船の鐘をバプテスマフォント（浸礼盤）として使用して子供たちにバプテスマを施し 、その後、鐘に子供たちの名前を刻むことは海軍の伝統である。 カナダ軍基地エスキマルト博物館が保有する鐘からの洗礼情報が検索可能なデータアーカイブに入力された。  

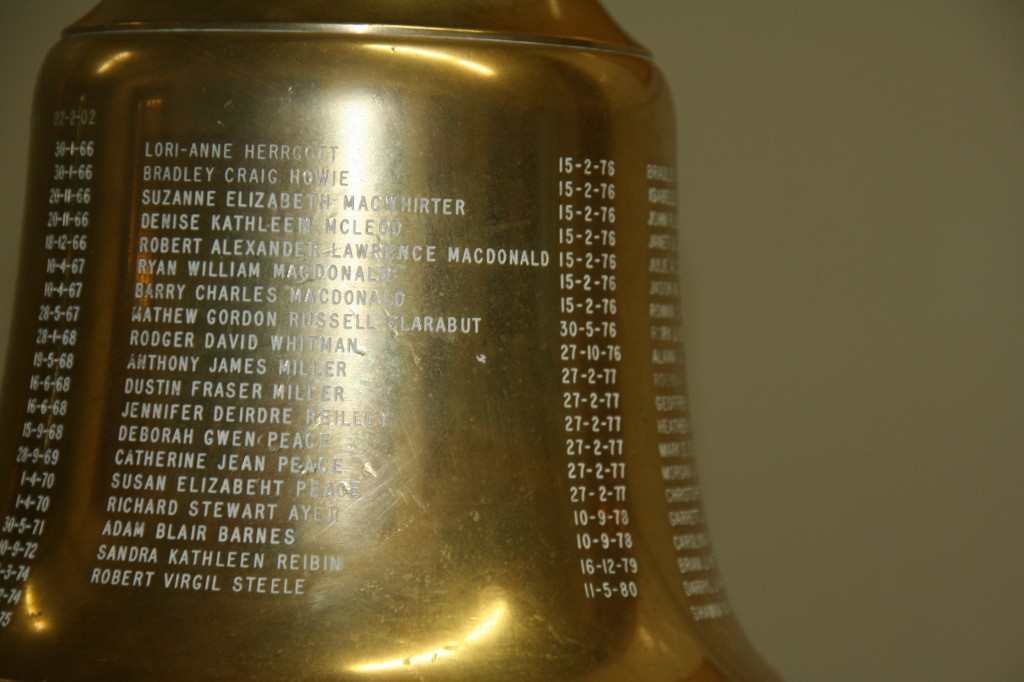
カナダ王立軍事大学チャペルのヨーホールで洗礼式フォントとしての船の鐘
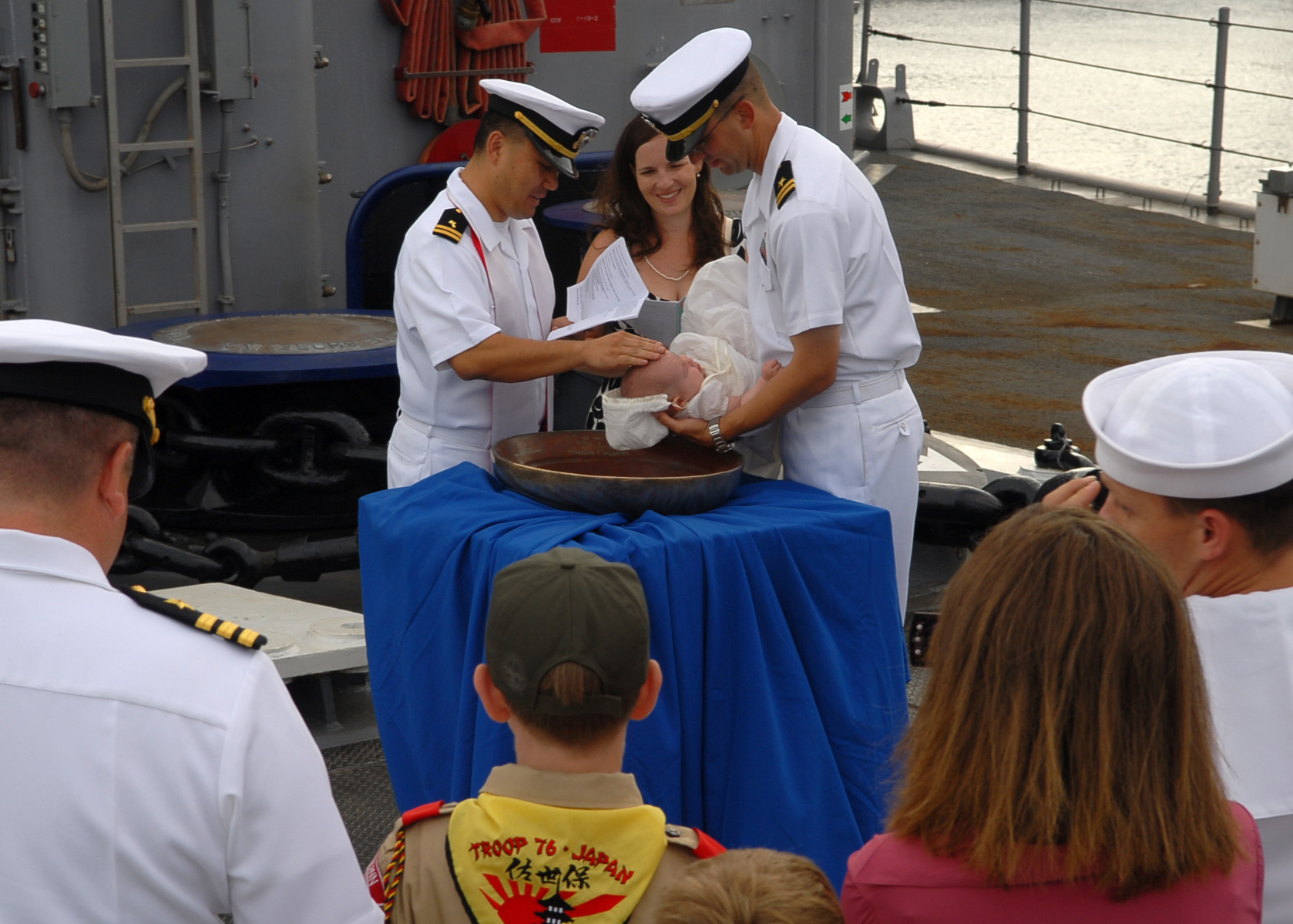
船の鐘からの聖水で洗礼を受ける赤ちゃん